# Стрибки з трампліна на зимових Олімпійських іграх 1948
Змагання зі стрибків з трампліна на зимових Олімпійських іграх 1948 складалися з однієї дисципліни й відбулися 7 лютого на Олімпійському лижному трампліні в Санкт-Моріці (Швейцарія).

## Чемпіони та призери

### Таблиця медалей
| Місце              | Країна             | Золото | Срібло | Бронза | Загалом |
| ------------------ | ------------------ | ------ | ------ | ------ | ------- |
| 1                  | Норвегія (NOR)     | 1      | 1      | 1      | 3       |
| Загалом (1 збірна) | Загалом (1 збірна) | 1      | 1      | 1      | 3       |

Удруге норвежці посіли весь п'єдестал пошани, а вперше це відбулося 1932 року.

### Види програми
| Дисципліна          | Золото                    | Золото | Срібло                 | Срібло | Бронза                         | Бронза |
| ------------------- | ------------------------- | ------ | ---------------------- | ------ | ------------------------------ | ------ |
| Нормальний трамплін | Петтер Гуґстед · Норвегія | 228.1  | Бірґер Рууд · Норвегія | 226.6  | Торлейф Ск'єльдеруп · Норвегія | 225.1  |

## Результати
Кожен спортсмен виконував по два стрибки, а місця визначались за сумою двох оцінок.
| Місце | Спортсмен                  | Країна         | Сума  |
| ----- | -------------------------- | -------------- | ----- |
| 1     | Петтер Гуґстед             | Норвегія       | 228.1 |
| 2     | Бірґер Рууд                | Норвегія       | 226.6 |
| 3     | Торлейф Ск'єльдеруп        | Норвегія       | 225.1 |
| 4     | Матті Піетікяйнен          | Фінляндія      | 224.6 |
| 5     | Ґорді Врен                 | США            | 222.8 |
| 6     | Лео Лааксо                 | Фінляндія      | 221.7 |
| 7     | Асб'єрн Рууд               | Норвегія       | 220.2 |
| 8     | Аатто Піетікяйнен          | Фінляндія      | 216.4 |
| 9     | Фріц Чаннен                | Швейцарія      | 214.8 |
| 10    | Ганс Цурбріґґен            | Швейцарія      | 214.0 |
| 11    | Еверт Карлссон             | Швеція         | 212.2 |
| 12    | Сверре Фредгейм            | США            | 210.0 |
| 13    | Віллі Клопфенштайн         | Швейцарія      | 209.3 |
| 14    | Вільгельм Гельман          | Швеція         | 208.1 |
| 15    | Джо Перро                  | США            | 207.0 |
| 16    | Мілослав Белоножнік        | Чехословаччина | 203.9 |
| 17    | Андреас Дешер              | Швейцарія      | 203.8 |
| 18    | Бруно Да Коль              | Італія         | 201.2 |
| 19    | Губерт Гаммершмід          | Австрія        | 199.8 |
| 20    | Зденек Ремса               | Чехословаччина | 198.6 |
| 21    | Ярослав Лукеш              | Чехословаччина | 198.5 |
| 22    | Арсен Луккіні              | Франція        | 198.0 |
| 23    | Карел Клачник              | Югославія      | 197.2 |
| 24    | Ґреґор Гель                | Австрія        | 195.8 |
| 25    | Джеймс Кутте               | Франція        | 194.3 |
| 26    | Режіс Жарле                | Франція        | 193.7 |
| 27    | Станіслав Марусаж          | Польща         | 192.8 |
| 28    | Тоні Візер                 | Австрія        | 192.1 |
| 29    | Йозеф Цісарж               | Чехословаччина | 189.4 |
| 30    | Йозеф Даніель Кшептовський | Польща         | 188.9 |
| 31    | Жан Моньє                  | Франція        | 188.5 |
| 32    | Франц Прибошек             | Югославія      | 187.4 |
| 33    | Ян Кула                    | Польща         | 184.5 |
| 34    | Ференц Хемрік              | Угорщина       | 183.3 |
| 35    | Гельмут Гадвіґер           | Австрія        | 181.4 |
| 36    | Ян Гонсениця Цяптак        | Польща         | 180.8 |
| 37    | Йонас Осґейрссон           | Ісландія       | 179.8 |
| 38    | Альдо Трівелла             | Італія         | 176.6 |
| 39    | Білл Ірвін                 | Канада         | 175.1 |
| 40    | Нільс Лунд                 | Швеція         | 152.7 |
| 41    | Янез Полда                 | Югославія      | 145.2 |
| 42    | Валтер Б'єтіла             | США            | 142.9 |
| 43    | Янко Межик                 | Югославія      | 136.9 |
| 44    | Том Мобротен               | Канада         | 135.9 |
| 45    | Іґіно Ріцці                | Італія         | 131.7 |
| 46    | Лоран Берньє               | Канада         | 129.3 |
| -     | Ерккі Раяла                | Фінляндія      | DNF   |
| -     | Ерік Ліндстрем             | Швеція         | DNF   |
| -     | Пал Ванья                  | Угорщина       | DNF   |

## Країни-учасниці
У змаганнях зі стрибків з трампліна на Олімпійських іграх у Санкт-Моріці взяли участь спортсмени 14-ти країн. Франція та Ісландія дебютували в цьому виді програми.
- Австрія (4)
- Канада (3)
- Фінляндія (4)
- Франція (4)
- Угорщина (2)
- Ісландія (1)
- Італія (3)
- Норвегія (4)
- Польща (4)
- Швейцарія (4)
- Швеція (4)
- Чехословаччина (4)
- США (4)
- Югославія (4)